# コインの冒険
『コインの冒険』（原題the adventure of a quarter）はシドニィ・シェルダン原作のイングリッシュ・アドベンチャー初中級コースに用いられる小説。
本作はイングリッシュ・アドベンチャー向けの書き下ろし作品である。後にアカデミー出版から『運命の２５セント』として日本語でノベライズされている。

## ストーリー
アメリカ合衆国のコロラド州デンバーの造幣局で打ち出された1枚の25セントコインがさまざまな人々の運命を翻弄していく物語。

## 主な登場人物
- ローズマリー・マーフィー…オレゴン州出身の1章～2章前半の主人公。コンテストに優勝しスターを夢見てハリウッドにやってくるが…。彼女にのみ情緒的な挿入歌がある。

- ダニー・コリンズ…ハリウッドに居つくチンピラ。2章の主人公。

- アリス・ジンマー…3章～5章前半の主人公。娘夫婦に煙たがられる老未亡人。老人ホームに送られることになり、途中立ち寄ったラスベガスで…

- ドナルド・アダムス…5章前～中盤の主人公。旧友かつ同僚のピートに大博打を仕掛けるも…

- ピート・ターケル…6章の主人公。自己中心的な性格。ドナルドとの大勝負のあとさらに大胆な行動に出る。

- ロジャー・ベンソン…全般的にやや暗めな物語の中で比較的コミカルなオチの付いた7章の主人公。

- リチャード・スティーブンス…章を通じて物語に翻弄される、8章の主人公。

- フェルナンド・ゴンザレス…9章の主人公で物語中もっとも悲惨な運命を遂げるメキシコ出身の会計士。

- ジェニングス・ラング…代々家具を作っている家業を継ぐことを嫌がり、物書きになることを夢見る10章の主人公。

- テルオ・コバヤシ…漢字名不明。ニューヨークの一流出版社に勤める敏腕の雑誌編集者で、奥さんのアキコ一筋の11章の主人公。

- クライド・ハリソン…恵まれない家庭に育ちながら一流ダンサーを目指す、陽気で健気な12章の主人公。